# Hildegardia ankaranensis
Hildegardia ankaranensis là một loài thực vật có hoa trong họ Cẩm quỳ. Loài này được (Arènes) Kosterm. mô tả khoa học đầu tiên năm 1960.